# 9496 Ockels
9496 Ockels è un asteroide della fascia principale. Scoperto nel 1971, presenta un'orbita caratterizzata da un semiasse maggiore pari a 2,9186509 UA e da un'eccentricità di 0,0498987, inclinata di 2,94884° rispetto all'eclittica.